# WTA Tour 2013
Die WTA Tour 2013 war der 43. Jahrgang der Tennis-Turnierserie, die von der Women’s Tennis Association ausgetragen wird.

## Tourinformationen
2013 wurden insgesamt 58 Turniere in 33 Ländern auf sechs Kontinenten ausgetragen.
Aufgelistet sind alle Turniere inklusive der vier Grand-Slam-Turniere und dem Fed Cup, die wie der Hopman Cup von der ITF veranstaltet werden.

### Bodenbeläge
Von den 58 Turnieren waren 37 Hartplatz-, 16 Sandplatz- und vier Rasenturniere sowie eines ein Turnier auf Teppichboden. 48 Turniere wurden im Freien gespielt und zehn in der Halle.

### Länder
| Anzahl der Turniere nach Ländern |                  |                                 |
| 11 Vereinigte Staaten            | 02 Spanien       | 01 Niederlande                  |
| 04 Australien                    | 01 Aserbaidschan | 01 Neuseeland                   |
| 03 Volksrepublik China           | 01 Belgien       | 01 Portugal                     |
| 03 Frankreich                    | 01 Brasilien     | 01 Katar                        |
| 03 Vereinigtes Königreich        | 01 Bulgarien     | 01 Russland                     |
| 02 Österreich                    | 01 Kolumbien     | 01 Schweden                     |
| 02 Kanada                        | 01 Kroatien      | 01 Thailand                     |
| 02 Italien                       | 01 Südkorea      | 01 Türkei                       |
| 02 Japan                         | 01 Luxemburg     | 01 Vereinigte Arabische Emirate |
| 02 Mexiko                        | 01 Malaysia      | 01 Usbekistan                   |
| 02 Deutschland                   | 01 Marokko       |                                 |

## Änderungen
Gegenüber 2012 erfuhr der Turnierkalender folgende Änderungen:
- Die Turniere WTA Shenzhen und WTA Florianópolis waren neu im Turnierplan
- Das Turnier WTA Kopenhagen wurde durch das Turnier WTA Kattowitz ersetzt
- Das Turnier WTA Madrid wird wieder auf rotem Sand gespielt
- Das Turnier WTA Barcelona wurde durch das Turnier WTA Nürnberg ersetzt[6]
- Das Turnier WTA Fès wurde durch das Turnier WTA Marrakesch ersetzt
- Das Turnier WTA Dallas wurde gestrichen.

## Turnierplan
| Kategorie              |
| ---------------------- |
| Grand Slam             |
| Jahresendveranstaltung |
| Premier Mandatory      |
| Premier 5              |
| Premier                |
| International          |

| Sonstige   |
| ---------- |
| Hopman Cup |
| Fed Cup    |

### Erklärungen
Die Zeichenfolge von z. B. 128E/96Q/64D/32M hat folgende Bedeutung:

128E = 128 Spielerinnen spielen im Einzel

96Q = 96 Spielerinnen spielen die Qualifikation

64D = 64 Paarungen spielen im Doppel

32M = 32 Paarungen spielen im Mixed

### Januar
| Datum 1 | Turnier                                                                                            | Sieger(in)                                      | Finalgegner(in)                      | Ergebnis         |
| ------- | -------------------------------------------------------------------------------------------------- | ----------------------------------------------- | ------------------------------------ | ---------------- |
| 31.12.  | Hyundai Hopman Cup Perth, Australien ITF – A$ Hartplatz                                            | Anabel Medina Garrigues Fernando Verdasco       | Ana Ivanović Novak Đoković           | 2:1              |
| 31.12.  | Shenzhen Gemdale Open Shenzhen, China International – 500.000 $ Hartplatz – 32E/32Q/16D            | Li Na                                           | Klára Zakopalová                     | 6:3, 1:6, 7:5    |
| 31.12.  | Shenzhen Gemdale Open Shenzhen, China International – 500.000 $ Hartplatz – 32E/32Q/16D            | Chan Hao-ching Chan Yung-jan                    | Iryna Burjatschok Walerija Solowjowa | 6:0, 7:5         |
| 31.12.  | Brisbane International Brisbane, Australien Premier – 1.000.000 $ Hartplatz – 30E/32Q/16D          | Serena Williams                                 | Anastassija Pawljutschenkowa         | 6:2, 6:1         |
| 31.12.  | Brisbane International Brisbane, Australien Premier – 1.000.000 $ Hartplatz – 30E/32Q/16D          | Bethanie Mattek-Sands Sania Mirza               | Anna-Lena Grönefeld Květa Peschke    | 4:6, 6:4, [10:7] |
| 31.12.  | ASB Classic Auckland, Neuseeland International – 235.000 $ Hartplatz – 32E/32Q/16D                 | Agnieszka Radwańska                             | Yanina Wickmayer                     | 6:4, 6:4         |
| 31.12.  | ASB Classic Auckland, Neuseeland International – 235.000 $ Hartplatz – 32E/32Q/16D                 | Cara Black Anastasia Rodionova                  | Julia Görges Jaroslawa Schwedowa     | 2:6, 6:2, [10:5] |
| 07.01.  | Apia International Sydney Sydney, Australien Premier – 681.000 $ Hartplatz – 30E/48Q/16D           | Agnieszka Radwańska                             | Dominika Cibulková                   | 6:0, 6:0         |
| 07.01.  | Apia International Sydney Sydney, Australien Premier – 681.000 $ Hartplatz – 30E/48Q/16D           | Nadja Petrowa Katarina Srebotnik                | Sara Errani Roberta Vinic            | 6:3, 6:4         |
| 07.01.  | Moorilla Hobart International Hobart, Australien International – 235.000 $ Hartplatz – 32E/32Q/15D | Jelena Wesnina                                  | Mona Barthel                         | 6:3, 6:4         |
| 07.01.  | Moorilla Hobart International Hobart, Australien International – 235.000 $ Hartplatz – 32E/32Q/15D | Garbiñe Muguruza Blanco María Teresa Torró Flor | Tímea Babos Mandy Minella            | 6:3, 7:65        |
| 14.01.  | Australian Open Melbourne, Australien Grand Slam – A$ Hartplatz – 128E/96Q/64D/32M                 | Wiktoryja Asaranka                              | Li Na                                | 4:6, 6:4, 6:3    |
| 14.01.  | Australian Open Melbourne, Australien Grand Slam – A$ Hartplatz – 128E/96Q/64D/32M                 | Sara Errani Roberta Vinci                       | Ashleigh Barty Casey Dellacqua       | 6:2, 3:6, 6:2    |
| 14.01.  | Australian Open Melbourne, Australien Grand Slam – A$ Hartplatz – 128E/96Q/64D/32M                 | Jarmila Gajdošová Matthew Ebden                 | Lucie Hradecká František Čermák      | 6:3, 7:5         |
| 28.01.  | PTT Pattaya Open Pattaya, Thailand International – 235.000 $ Hartplatz – 32E/16Q/16D               | Marija Kirilenko                                | Sabine Lisicki                       | 5:7, 6:1, 7:61   |
| 28.01.  | PTT Pattaya Open Pattaya, Thailand International – 235.000 $ Hartplatz – 32E/16Q/16D               | Kimiko Date Krumm Casey Dellacqua               | Oqgul Omonmurodova Alexandra Panowa  | 6:3, 6:2         |
| 28.01.  | Open GDF Suez (Halle) Paris, Frankreich Premier – 681.000 $ Hartplatz – 28E/32Q/16D                | Mona Barthel                                    | Sara Errani                          | 7:5, 7:64        |
| 28.01.  | Open GDF Suez (Halle) Paris, Frankreich Premier – 681.000 $ Hartplatz – 28E/32Q/16D                | Sara Errani Roberta Vinci                       | Andrea Hlaváčková Liesel Huber       | 6:1, 6:1         |

### Februar
| Datum 1 | Turnier | Siegerin                                      | Finalgegnerin                               | Ergebnis            |
| ------- | --- | --------------------------------------------- | ------------------------------------------- | ------------------- |
| 04.02.  | Fed Cup, 1. Runde Ostrava, Tschechien Hartplatz (Halle) Rimini, Italien Sandplatz (Halle) Moskau, Russland Hartplatz (Halle) Niš, Serbien Hartplatz (Halle) | Tschechien Italien Russland Slowakei          | Australien Vereinigte Staaten Japan Serbien | 4:0 3:2             |
| 11.02.  | Qatar Total Open Doha, Katar Premier 5 – 2.216.000 $ Hartplatz – 56E/32Q/28D                                                                                | Wiktoryja Asaranka                            | Serena Williams                             | 7:66, 2:6, 6:3      |
| 11.02.  | Qatar Total Open Doha, Katar Premier 5 – 2.216.000 $ Hartplatz – 56E/32Q/28D                                                                                | Sara Errani Roberta Vinci                     | Nadja Petrowa Katarina Srebotnik            | 2:6, 6:3 [11:9]     |
| 18.02.  | U.S. National Indoor Tennis Championships 2013 (Halle) Memphis, Vereinigte Staaten International – 235.000 $ Hartplatz – 32E/16Q/16D                        | Marina Eraković                               | Sabine Lisicki                              | 6:1, Aufgabe        |
| 18.02.  | U.S. National Indoor Tennis Championships 2013 (Halle) Memphis, Vereinigte Staaten International – 235.000 $ Hartplatz – 32E/16Q/16D                        | Kristina Mladenovic Galina Woskobojewa        | Sofia Arvidsson Johanna Larsson             | 7:65, 6:3           |
| 18.02.  | Dubai Duty Free Championships Dubai, Vereinigte Arabische Emirate Premier – 2.000.000 $ Hartplatz 28E/32Q/16D                                               | Petra Kvitová                                 | Sara Errani                                 | 6:2, 1:6, 6:1       |
| 18.02.  | Dubai Duty Free Championships Dubai, Vereinigte Arabische Emirate Premier – 2.000.000 $ Hartplatz 28E/32Q/16D                                               | Bethanie Mattek-Sands Sania Mirza             | Nadja Petrowa Katarina Srebotnik            | 6:4, 2:6, [10:7]    |
| 18.02.  | Copa Claro Colsanitas 2013 Bogotá, Kolumbien International – 235.000 $ Sandplatz (rot) – 32E/32Q/16D                                                        | Jelena Janković                               | Paula Ormaechea                             | 6:1, 6:2            |
| 18.02.  | Copa Claro Colsanitas 2013 Bogotá, Kolumbien International – 235.000 $ Sandplatz (rot) – 32E/32Q/16D                                                        | Tímea Babos Mandy Minella                     | Eva Birnerová Alexandra Panowa              | 6:4, 6:3            |
| 25.02.  | Abierto Mexicano TELCEL Acapulco, Mexiko International – 235.000 $ Sandplatz (rot) – 32E/32Q/16D                                                            | Sara Errani                                   | Carla Suárez                                | 6:0, 6:4            |
| 25.02.  | Abierto Mexicano TELCEL Acapulco, Mexiko International – 235.000 $ Sandplatz (rot) – 32E/32Q/16D                                                            | Lourdes Domínguez Lino Arantxa Parra Santonja | Catalina Castaño Mariana Duque Mariño       | 6:4, 7:61           |
| 25.02.  | Brasil Tennis Cup Florianópolis, Brasilien International – 235.000 $ Hartplatz – 32E/21Q/16D                                                                | Monica Niculescu                              | Olga Putschkowa                             | 6:2, 4:6, 6:4       |
| 25.02.  | Brasil Tennis Cup Florianópolis, Brasilien International – 235.000 $ Hartplatz – 32E/21Q/16D                                                                | Anabel Medina Garrigues Jaroslawa Schwedowa   | Anne Keothavong Walerija Sawinych           | 6:0, 6:4            |
| 25.02.  | BMW Malaysian Open Kuala Lumpur, Malaysia International – 235.000 $ Hartplatz – 32E/24Q/16D                                                                 | Karolina Plíšková                             | Bethanie Mattek-Sands                       | 1:6, 7:5, 6:3       |
| 25.02.  | BMW Malaysian Open Kuala Lumpur, Malaysia International – 235.000 $ Hartplatz – 32E/24Q/16D                                                                 | Shūko Aoyama Chang Kai-chen                   | Janette Husárová Zhang Shuai                | 6:74, 7:64, [14:12] |

### März
| Datum 1 | Turnier                                                                                                   | Siegerin                           | Finalgegnerin                    | Ergebnis         |
| ------- | --- | ---------------------------------- | -------------------------------- | ---------------- |
| 04.03.  | BNP Paribas Open Indian Wells, Vereinigte Staaten Premier Mandatory – 5.185.625 $ Hartplatz – 96E/48Q/32D | Marija Scharapowa                  | Caroline Wozniacki               | 6:2, 6:2         |
| 04.03.  | BNP Paribas Open Indian Wells, Vereinigte Staaten Premier Mandatory – 5.185.625 $ Hartplatz – 96E/48Q/32D | Jekaterina Makarowa Jelena Wesnina | Nadja Petrowa Katarina Srebotnik | 6:0, 5:7, [10:6] |
| 18.03.  | Sony Ericsson Open Miami, Vereinigte Staaten Premier Mandatory – 5.185.625 $ Hartplatz – 96E/48Q/32D      | Serena Williams                    | Marija Scharapowa                | 4:6, 6:3, 6:0    |
| 18.03.  | Sony Ericsson Open Miami, Vereinigte Staaten Premier Mandatory – 5.185.625 $ Hartplatz – 96E/48Q/32D      | Nadja Petrowa Katarina Srebotnik   | Lisa Raymond Laura Robson        | 6:1, 7:62        |

### April
| Datum 1 | Turnier | Siegerin                                        | Finalgegnerin                     | Ergebnis      |
| ------- | --- | ----------------------------------------------- | --------------------------------- | ------------- |
| 01.04.  | Family Circle Cup Charleston, Vereinigte Staaten Premier – 794.000 $ Sandplatz (grün) – 56E/48Q/16D                  | Serena Williams                                 | Jelena Janković                   | 3:6, 6:0, 6:2 |
| 01.04.  | Family Circle Cup Charleston, Vereinigte Staaten Premier – 794.000 $ Sandplatz (grün) – 56E/48Q/16D                  | Kristina Mladenovic Lucie Šafářová              | Andrea Hlaváčková Liezel Huber    | 6:3, 7:66     |
| 01.04.  | Monterrey Open Monterrey, Mexiko International – 235.000 $ Hartplatz – 32E/32Q/16D                                   | Anastassija Pawljutschenkowa                    | Angelique Kerber                  | 4:6, 6:2, 6:4 |
| 01.04.  | Monterrey Open Monterrey, Mexiko International – 235.000 $ Hartplatz – 32E/32Q/16D                                   | Tímea Babos Kimiko Date-Krumm                   | Eva Birnerová Tamarine Tanasugarn | 6:1, 6:4      |
| 08.04.  | BNP Paribas Katowice Open Katowitz, Polen International – 235.000 $ Sandplatz (rot) – 32E/32Q/16D                    | Roberta Vinci                                   | Petra Kvitová                     | 7:62, 6:1     |
| 08.04.  | BNP Paribas Katowice Open Katowitz, Polen International – 235.000 $ Sandplatz (rot) – 32E/32Q/16D                    | Lara Arruabarrena Vecino Lourdes Domínguez Lino | Raluca Olaru Walerija Solowjowa   | 6:4, 7:5      |
| 15.04.  | Fed Cup, Halbfinale Palermo, Italien Sandplatz Moskau, Russland Sandplatz (Halle)                                    | Italien Russland                                | Tschechien Slowakei               | 3:1 3:2       |
| 22.04.  | Grand Prix SAR La Princesse Lalla Meryem Marrakesch, Marokko International – 235.000 $ Sandplatz (rot) – 32E/32Q/16D | Francesca Schiavone                             | Lourdes Domínguez Lino            | 6:1, 6:3      |
| 22.04.  | Grand Prix SAR La Princesse Lalla Meryem Marrakesch, Marokko International – 235.000 $ Sandplatz (rot) – 32E/32Q/16D | Tímea Babos Mandy Minella                       | Petra Martić Kristina Mladenovic  | 6:3, 6:1      |
| 22.04.  | Porsche Tennis Grand Prix (Halle) Stuttgart, Deutschland Premier – 794.000 $ Sandplatz (rot) – 28E/32Q/16D           | Marija Scharapowa                               | Li Na                             | 6:4, 6:3      |
| 22.04.  | Porsche Tennis Grand Prix (Halle) Stuttgart, Deutschland Premier – 794.000 $ Sandplatz (rot) – 28E/32Q/16D           | Mona Barthel Sabine Lisicki                     | Bethanie Mattek-Sands Sania Mirza | 6:4, 7:5      |
| 29.04.  | Portugal Open Oeiras, Portugal International – 235.000 $ Sandplatz (rot) – 32E/32Q/16D                               | Anastassija Pawljutschenkowa                    | Carla Suárez Navarro              | 7:5, 6:2      |
| 29.04.  | Portugal Open Oeiras, Portugal International – 235.000 $ Sandplatz (rot) – 32E/32Q/16D                               | Chan Hao-ching Kristina Mladenovic              | Darija Jurak Katalin Marosi       | 7:63, 6:2     |

### Mai
| Datum 1 | Turnier | Sieger(in)                                  | Finalgegner(in)                   | Ergebnis          |
| ------- | --- | ------------------------------------------- | --------------------------------- | ----------------- |
| 06.05   | Mutua Madrid Open Madrid, Spanien Premier Mandatory – 4.033.254 € Sandplatz (rot) – 64E/32Q/28D            | Serena Williams                             | Marija Scharapowa                 | 6:1, 6:4          |
| 06.05   | Mutua Madrid Open Madrid, Spanien Premier Mandatory – 4.033.254 € Sandplatz (rot) – 64E/32Q/28D            | Anastassija Pawljutschenkowa Lucie Šafářová | Cara Black Marina Eraković        | 6:2, 6:4          |
| 13.05   | Internazionali BNL d’Italia Rom, Italien Premier 5 – 2.369.000 $ Sandplatz (rot) – 56E/32Q/28D             | Serena Williams                             | Wiktoryja Asaranka                | 6:1, 6:3          |
| 13.05   | Internazionali BNL d’Italia Rom, Italien Premier 5 – 2.369.000 $ Sandplatz (rot) – 56E/32Q/28D             | Hsieh Su-wei Peng Shuai                     | Sara Errani Roberta Vinci         | 4:6, 6:3, [10:8]  |
| 20.05.  | Brussels Open Brüssel, Belgien Premier – 690.000 $ Sandplatz (rot) – 30E/32Q/16D                           | Kaia Kanepi                                 | Peng Shuai                        | 6:2, 7:5          |
| 20.05.  | Brussels Open Brüssel, Belgien Premier – 690.000 $ Sandplatz (rot) – 30E/32Q/16D                           | Anna-Lena Grönefeld Květa Peschke           | Gabriela Dabrowski Shahar Peer    | 6:0, 6:3          |
| 20.05.  | Internationaux de Strasbourg Straßburg, Frankreich International – 235.000 $ Sandplatz (rot) – 32E/32Q/16D | Alizé Cornet                                | Lucie Hradecká                    | 7:64, 6:0         |
| 20.05.  | Internationaux de Strasbourg Straßburg, Frankreich International – 235.000 $ Sandplatz (rot) – 32E/32Q/16D | Kimiko Date-Krumm Chanelle Scheepers        | Cara Black Marina Eraković        | 6:4, 3:6, [14:12] |
| 27.05.  | French Open Paris, Frankreich Grand Slam – 18.718.000 € Sandplatz (rot) – 128E/96Q/64D/32M                 | Serena Williams                             | Marija Scharapowa                 | 6:4, 6:4          |
| 27.05.  | French Open Paris, Frankreich Grand Slam – 18.718.000 € Sandplatz (rot) – 128E/96Q/64D/32M                 | Jekaterina Makarowa Jelena Wesnina          | Sara Errani Roberta Vinci         | 7:5, 6:2          |
| 27.05.  | French Open Paris, Frankreich Grand Slam – 18.718.000 € Sandplatz (rot) – 128E/96Q/64D/32M                 | Lucie Hradecká František Čermák             | Kristina Mladenovic Daniel Nestor | 1:6, 6:4, [10:5]  |

### Juni
| Datum 1 | Turnier                                                                                              | Sieger(in)                                 | Finalgegner(in)                           | Ergebnis          |
| ------- | --- | ------------------------------------------ | ----------------------------------------- | ----------------- |
| 10.06.  | NÜRNBERGER Versicherungscup Nürnberg, Deutschland International – 235.000 $ Sand (rot) – 32E/32Q/16D | Simona Halep                               | Andrea Petković                           | 6:3, 6:3          |
| 10.06.  | NÜRNBERGER Versicherungscup Nürnberg, Deutschland International – 235.000 $ Sand (rot) – 32E/32Q/16D | Ioana Raluca Olaru Walerija Solowjewa      | Anna-Lena Grönefeld Květa Peschke         | 2:6, 7:63, [11:9] |
| 10.06.  | AEGON Classic Birmingham, Großbritannien International – 235.000 $ Rasen – 56E/32Q/16D               | Daniela Hantuchová                         | Donna Vekić                               | 7:65, 6:4         |
| 10.06.  | AEGON Classic Birmingham, Großbritannien International – 235.000 $ Rasen – 56E/32Q/16D               | Ashleigh Barty Casey Dellacqua             | Cara Black Marina Eraković                | 7:5, 6:4          |
| 17.06.  | AEGON International Eastbourne, Großbritannien Premier – 681.000 $ Rasen – 32E/32Q/16D               | Jelena Wesnina                             | Jamie Hampton                             | 6:2, 6:1          |
| 17.06.  | AEGON International Eastbourne, Großbritannien Premier – 681.000 $ Rasen – 32E/32Q/16D               | Nadeschda Petrowa Katarina Srebotnik       | Monica Niculescu Klára Zakopalová         | 6:3, 6:3          |
| 17.06.  | Topshelf Open ’s-Hertogenbosch, Niederlande International – 235.000 $ Rasen – 32E/16Q/15D            | Simona Halep                               | Kirsten Flipkens                          | 6:4, 6:2          |
| 17.06.  | Topshelf Open ’s-Hertogenbosch, Niederlande International – 235.000 $ Rasen – 32E/16Q/15D            | Irina-Camelia Begu Anabel Medina Garrigues | Dominika Cibulková Arantxa Parra Santonja | 6:4, 6:73, [11:9] |
| 24.06.  | Wimbledon Championships London, Großbritannien Grand Slam – £ Rasen – 128E/96Q/64D/32M               | Marion Bartoli                             | Sabine Lisicki                            | 6:1, 6:4          |
| 24.06.  | Wimbledon Championships London, Großbritannien Grand Slam – £ Rasen – 128E/96Q/64D/32M               | Hsieh Su-wei Peng Shuai                    | Ashleigh Barty Casey Dellacqua            | 7:61, 6:1         |
| 24.06.  | Wimbledon Championships London, Großbritannien Grand Slam – £ Rasen – 128E/96Q/64D/32M               | Kristina Mladenovic Daniel Nestor          | Lisa Raymond Bruno Soares                 | 5:7, 6:2, 8:6     |

### Juli
| Datum 1 | Turnier                                                                                                   | Siegerin                                 | Finalgegnerin                       | Ergebnis          |
| ------- | --- | ---------------------------------------- | ----------------------------------- | ----------------- |
| 08.07.  | XXVI Italiacom Open Palermo, Italien International – 235.000 $ Sandplatz (rot) – 32E/32Q/16D              | Roberta Vinci                            | Sara Errani                         | 6:3, 3:6, 6:3     |
| 08.07.  | XXVI Italiacom Open Palermo, Italien International – 235.000 $ Sandplatz (rot) – 32E/32Q/16D              | Kristina Mladenovic Katarzyna Piter      | Karolína Plíšková Kristýna Plíšková | 6:1, 5:7, [10:8]  |
| 08.07.  | Budapest Grand Prix Budapest, Ungarn International – 235.000 $ Sandplatz (rot) – 31E/8D                   | Simona Halep                             | Yvonne Meusburger                   | 6:3, 6:77, 6:1    |
| 08.07.  | Budapest Grand Prix Budapest, Ungarn International – 235.000 $ Sandplatz (rot) – 31E/8D                   | Andrea Hlaváčková Lucie Hradecká         | Nina Brattschikowa Anna Tatischwili | 6:4, 6:1          |
| 15.07.  | Collector Swedish Open Båstad, Schweden International – 235.000 $ Sandplatz (rot) – 32E/32Q/16D           | Serena Williams                          | Johanna Larsson                     | 6:4, 6:1          |
| 15.07.  | Collector Swedish Open Båstad, Schweden International – 235.000 $ Sandplatz (rot) – 32E/32Q/16D           | Anabel Medina Garrigues Klára Zakopalová | Alexandra Dulgheru Flavia Pennetta  | 6:1, 6:4          |
| 15.07.  | Nürnberger Gastein Ladies Bad Gastein, Österreich International – 235.000 $ Sandplatz (rot) – 32E/32Q/16D | Yvonne Meusburger                        | Andrea Hlaváčková                   | 7:5, 6:2          |
| 15.07.  | Nürnberger Gastein Ladies Bad Gastein, Österreich International – 235.000 $ Sandplatz (rot) – 32E/32Q/16D | Sandra Klemenschits Andreja Klepač       | Kristina Barrois Eleni Daniilidou   | 6:1, 6:4          |
| 22.07.  | Bank of the West Classic Stanford, Vereinigte Staaten Premier – 795.707 $ Hartplatz – 28E/32Q/16D         | Dominika Cibulková                       | Agnieszka Radwańska                 | 3:6, 6:4, 6:4     |
| 22.07.  | Bank of the West Classic Stanford, Vereinigte Staaten Premier – 795.707 $ Hartplatz – 28E/32Q/16D         | Raquel Kops-Jones Abigail Spears         | Julia Görges Darija Jurak           | 6:2, 7:64         |
| 22.07.  | Baku Cup Baku, Aserbaidschan International – 235.000 $ Hartplatz – 32E/24Q/16D                            | Elina Switolina                          | Shahar Peer                         | 6:4, 6:4          |
| 22.07.  | Baku Cup Baku, Aserbaidschan International – 235.000 $ Hartplatz – 32E/24Q/16D                            | Iryna Burjatschok Oksana Kalaschnikowa   | Eleni Daniilidou Aleksandra Krunić  | 6:4, 6:73, [10:4] |
| 29.07.  | Southern California Open Carlsbad, Vereinigte Staaten Premier – 795.707 $ Hartplatz – 28E/32Q/16D         | Samantha Stosur                          | Wiktoryja Asaranka                  | 6:2, 6:3          |
| 29.07.  | Southern California Open Carlsbad, Vereinigte Staaten Premier – 795.707 $ Hartplatz – 28E/32Q/16D         | Raquel Kops-Jones Abigail Spears         | Chan Hao-ching Janette Husárová     | 6:4, 6:1          |
| 29.07.  | Citi Open Washington, D.C., Vereinigte Staaten International – 235.000 $ Hartplatz – 32E/32Q/16D          | Magdaléna Rybáriková                     | Andrea Petković                     | 6:4, 7:62         |
| 29.07.  | Citi Open Washington, D.C., Vereinigte Staaten International – 235.000 $ Hartplatz – 32E/32Q/16D          | Shūko Aoyama Wera Duschewina             | Eugenie Bouchard Taylor Townsend    | 6:3, 6:3          |

### August
| Datum 1 | Turnier                                                                                                | Sieger(in)                         | Finalgegner(in)                            | Ergebnis          |
| ------- | --- | ---------------------------------- | ------------------------------------------ | ----------------- |
| 05.08.  | Rogers Cup presented by National Bank Toronto, Kanada Premier 5 – 2.369.000 $ Hartplatz – 56E/48Q/28D  | Serena Williams                    | Sorana Cîrstea                             | 6:2, 6:0          |
| 05.08.  | Rogers Cup presented by National Bank Toronto, Kanada Premier 5 – 2.369.000 $ Hartplatz – 56E/48Q/28D  | Jelena Janković Katarina Srebotnik | Anna-Lena Grönefeld Květa Peschke          | 5:7, 6:2, [10:6]  |
| 12.08.  | Western & Southern Open Cincinnati, Vereinigte Staaten Premier 5 – 2.369.000 $ Hartplatz – 56E/48Q/28D | Wiktoryja Asaranka                 | Serena Williams                            | 2:6, 6:2, 7:66    |
| 12.08.  | Western & Southern Open Cincinnati, Vereinigte Staaten Premier 5 – 2.369.000 $ Hartplatz – 56E/48Q/28D | Hsieh Su-wei Peng Shuai            | Anna-Lena Grönefeld Květa Peschke          | 2:6, 6:3, [12:10] |
| 19.08.  | New Haven Open at Yale New Haven, Vereinigte Staaten Premier – 690.000 $ Hartplatz – 30E/48Q/16D       | Simona Halep                       | Petra Kvitová                              | 6:2, 6:2          |
| 19.08.  | New Haven Open at Yale New Haven, Vereinigte Staaten Premier – 690.000 $ Hartplatz – 30E/48Q/16D       | Sania Mirza Zheng Jie              | Anabel Medina Garrigues Katarina Srebotnik | 6:3, 6:4          |
| 26.08.  | US Open New York, Vereinigte Staaten Grand Slam – $ Hartplatz – 128E/96Q/64D/32M                       | Serena Williams                    | Wiktoryja Asaranka                         | 7:5, 6:76, 6:1    |
| 26.08.  | US Open New York, Vereinigte Staaten Grand Slam – $ Hartplatz – 128E/96Q/64D/32M                       | Andrea Hlaváčková Lucie Hradecká   | Ashleigh Barty Casey Dellacqua             | 6:74, 6:1, 6:4    |
| 26.08.  | US Open New York, Vereinigte Staaten Grand Slam – $ Hartplatz – 128E/96Q/64D/32M                       | Andrea Hlaváčková Maks Mirny       | Abigail Spears Santiago González           | 7:65, 6:3         |

### September
| Datum 1 | Turnier | Siegerin                             | Finalgegnerin                          | Ergebnis          |
| ------- | --- | ------------------------------------ | -------------------------------------- | ----------------- |
| 09.09.  | Tashkent Open Taschkent, Usbekistan International – 235.000 $ Hartplatz – 32E/24Q/16D                            | Bojana Jovanovski                    | Wolha Hawarzowa                        | 4:6, 7:5, 7:63    |
| 09.09.  | Tashkent Open Taschkent, Usbekistan International – 235.000 $ Hartplatz – 32E/24Q/16D                            | Tímea Babos Jaroslawa Schwedowa      | Wolha Hawarzowa Mandy Minella          | 6:3, 6:3          |
| 09.09.  | Challenge Bell (Halle) Québec, Kanada International – 235.000 $ Teppich – 32E/32Q/16D                            | Lucie Šafářová                       | Marina Eraković                        | 6:4, 6:3          |
| 09.09.  | Challenge Bell (Halle) Québec, Kanada International – 235.000 $ Teppich – 32E/32Q/16D                            | Alla Kudrjawzewa Anastasia Rodionova | Andrea Hlaváčková Lucie Hradecká       | 6:4, 6:3          |
| 16.09.  | GRC Bank Guangzhou International Women’s Open Guangzhou, China International – 500.000 $ Hartplatz – 32E/24Q/16D | Zhang Shuai                          | Vania King                             | 7:61, 6:1         |
| 16.09.  | GRC Bank Guangzhou International Women’s Open Guangzhou, China International – 500.000 $ Hartplatz – 32E/24Q/16D | Hsieh Su-wei Peng Shuai              | Vania King Galina Woskobojewa          | 6:3, 4:6, [12:10] |
| 16.09.  | KDB Korea Open Seoul, Südkorea International – 500.000 $ Hartplatz – 32E/32Q/16D                                 | Agnieszka Radwańska                  | Anastassija Pawljutschenkowa           | 6:76, 6:3, 6:4    |
| 16.09.  | KDB Korea Open Seoul, Südkorea International – 500.000 $ Hartplatz – 32E/32Q/16D                                 | Chan Chin-wei Xu Yifan               | Raquel Kops-Jones Abigail Spears       | 7:5, 6:3          |
| 23.09.  | Toray Pan Pacific Open Tokio, Japan Premier 5 – 2.216.400 $ Hartplatz – 56E/32Q/16D                              | Petra Kvitová                        | Angelique Kerber                       | 6:2, 0:6, 6:3     |
| 23.09.  | Toray Pan Pacific Open Tokio, Japan Premier 5 – 2.216.400 $ Hartplatz – 56E/32Q/16D                              | Cara Black Sania Mirza               | Chan Hao-ching Liezel Huber            | 4:6, 6:0, [11:9]  |
| 30.09.  | China Open Peking, China Premier Mandatory – 5.185.625 $ Hartplatz – 60E/32Q/28D                                 | Serena Williams                      | Jelena Janković                        | 6:2, 6:2          |
| 30.09.  | China Open Peking, China Premier Mandatory – 5.185.625 $ Hartplatz – 60E/32Q/28D                                 | Cara Black Sania Mirza               | Wera Duschewina Arantxa Parra Santonja | 6:2, 6:2          |

### Oktober
| Datum 1 | Turnier | Siegerin                            | Finalgegnerin                        | Ergebnis         |
| ------- | --- | ----------------------------------- | ------------------------------------ | ---------------- |
| 07.10.  | Generali Ladies Linz (Halle) Linz, Österreich International – 235.000 $ Hartplatz – 32E/32Q/16D                        | Angelique Kerber                    | Ana Ivanović                         | 6:4, 7:66        |
| 07.10.  | Generali Ladies Linz (Halle) Linz, Österreich International – 235.000 $ Hartplatz – 32E/32Q/16D                        | Karolína Plíšková Kristýna Plíšková | Gabriela Dabrowski Alicja Rosolska   | 7:66, 6:4        |
| 07.10.  | HP Japan Women’s Tennis Open Osaka, Japan International – 235.000 $ Hartplatz – 32E/32Q/16D                            | Samantha Stosur                     | Eugenie Bouchard                     | 3:6, 7:5, 6:2    |
| 07.10.  | HP Japan Women’s Tennis Open Osaka, Japan International – 235.000 $ Hartplatz – 32E/32Q/16D                            | Flavia Pennetta Kristina Mladenovic | Samantha Stosur Zhang Shuai          | 6:4, 6:3         |
| 14.10.  | Kremlin Cup (Halle) Moskau, Russland Premier – 794.000 $ Hartplatz – 28E/32Q/16D                                       | Simona Halep                        | Samantha Stosur                      | 7:61, 6:2        |
| 14.10.  | Kremlin Cup (Halle) Moskau, Russland Premier – 794.000 $ Hartplatz – 28E/32Q/16D                                       | Swetlana Kusnezowa Samantha Stosur  | Alla Kudrjawzewa Anastasia Rodionova | 6:1, 1:6, [10:8] |
| 14.10.  | BGL BNP PARIBAS Luxembourg Open (Halle) Luxemburg (Stadt), Luxemburg International – 235.000 $ Hartplatz – 32E/32Q/16D | Caroline Wozniacki                  | Annika Beck                          | 6:2, 6:2         |
| 14.10.  | BGL BNP PARIBAS Luxembourg Open (Halle) Luxemburg (Stadt), Luxemburg International – 235.000 $ Hartplatz – 32E/32Q/16D | Stephanie Vogt Yanina Wickmayer     | Kristina Barrois Laura Thorpe        | 7:62, 6:4        |
| 21.10.  | WTA Championships (Halle) Istanbul, Türkei Jahresendveranstaltung – 6.000.000 $ Hartplatz – 8E/4D                      | Serena Williams                     | Li Na                                | 2:6, 6:3, 6:0    |
| 21.10.  | WTA Championships (Halle) Istanbul, Türkei Jahresendveranstaltung – 6.000.000 $ Hartplatz – 8E/4D                      | Peng Shuai Hsieh Su-wei             | Jelena Wesnina Jekaterina Makarowa   | 6:4, 7:5         |
| 28.10.  | Garanti Koza Tournament of Champions (Halle) Sofia, Bulgarien Jahresendveranstaltung – 750.000 $ Hartplatz – 8E        | Simona Halep                        | Samantha Stosur                      | 2:6, 6:2, 6:2    |
| 28.10.  | Fed Cup, Finale | Italien                             | Russland                             | 4:0              |

## Rücktritte
Die folgenden Spielerinnen beendeten 2013 ihre Tenniskarriere:
- Zuzana Ondrášková – Anfang 2013
- Ágnes Szávay – 6. Februar 2013[7]
- Rebecca Marino – 19. Februar 2013[8]
- Anastasija Sevastova – 12. Mai 2013[9]
- Séverine Beltrame – Mai 2013[10]
- Anne Keothavong – 24. Juli 2013[11]
- Marion Bartoli – 14. August 2013[12]
- Jill Craybas – 24. August 2013[13]
- Anna Tschakwetadse – 12. September 2013[14]
- Elena Baltacha – 18. November 2013[15]
- Nuria Llagostera Vives – 19. November 2013[16]
- Melanie South – 2. Dezember 2013[17]

## Geldrangliste
Stand: 21. Oktober 2013 (in US$)
| Platz | Spielerin            | Einzel    | Doppel  | Mixed | Gesamt    |
| ----- | -------------------- | --------- | ------- | ----- | --------- |
| 1.    | Serena Williams      | 9.850.654 | 89.918  |       | 9.940.572 |
| 2.    | Wiktoryja Asaranka   | 5.822.165 |         |       | 5.822.165 |
| 3.    | Marija Scharapowa    | 3.544.222 |         |       | 3.544.222 |
| 4.    | Li Na                | 2.892.485 |         |       | 2.892.485 |
| 5.    | Marion Bartoli       | 2.889.097 |         | 1.035 | 2.890.132 |
| 6.    | Agnieszka Radwańska  | 2.458.332 |         |       | 2.458.332 |
| 7.    | Sara Errani          | 1.683.890 | 607.602 |       | 2.291.492 |
| 8.    | Petra Kvitová        | 2.079.903 | 22.071  |       | 2.101.974 |
| 9.    | Roberta Vinci        | 1.294.164 | 607.602 |       | 1.901.766 |
| 10.   | Sabine Lisicki       | 1.679.063 | 66.788  | 2.982 | 1.748.833 |
| 11.   | Jelena Janković      | 1.519.899 | 194.491 | 4.459 | 1.718.849 |
| 12.   | Caroline Wozniacki   | 1.468.418 |         |       | 1.468.418 |
| 13.   | Jekaterina Makarowa  | 944.618   | 514.127 |       | 1.458.745 |
| 14.   | Sloane Stephens      | 1.430.121 | 4.987   | 2.500 | 1.437.608 |
| 15.   | Angelique Kerber     | 1.385.150 | 29.208  |       | 1.414.358 |
| 16.   | Kirsten Flipkens     | 1.103.079 | 38.939  | 2.229 | 1.144.247 |
| 17.   | Carla Suárez Navarro | 1.039.564 | 104.436 |       | 1.144.000 |
| 18.   | Jelena Wesnina       | 594.727   | 526.133 | 6.226 | 1.127.086 |
| 19.   | Flavia Pennetta      | 961.867   | 127.719 | 1.035 | 1.090.621 |
| 20.   | Marija Kirilenko     | 987.665   | 18.578  |       | 1.006.243 |